# Арвеладзе, Отар
Отар Арвеладзе (груз. ოთარ არველაძე; род. 3 января 1992, Грузия) — грузинский футболист, нападающий.

## Биография
Профессиональную карьеру начал в столичном клубе «Саско».
В 2014 году перешёл в могилёвский «Днепре». 11 июня того же года дебютировал за белорусский клуб в матче против минского «Динамо», заменив в перерыве матча Антона Шрамченко. Всего Арвеладзе за Днепр сыграл в 5 матчах национального чемпионата. В сентябре 2014 года был выставлен на трансфер.
С 2015 года выступает за «Сакартвелос Университи».